# Huvudsignal

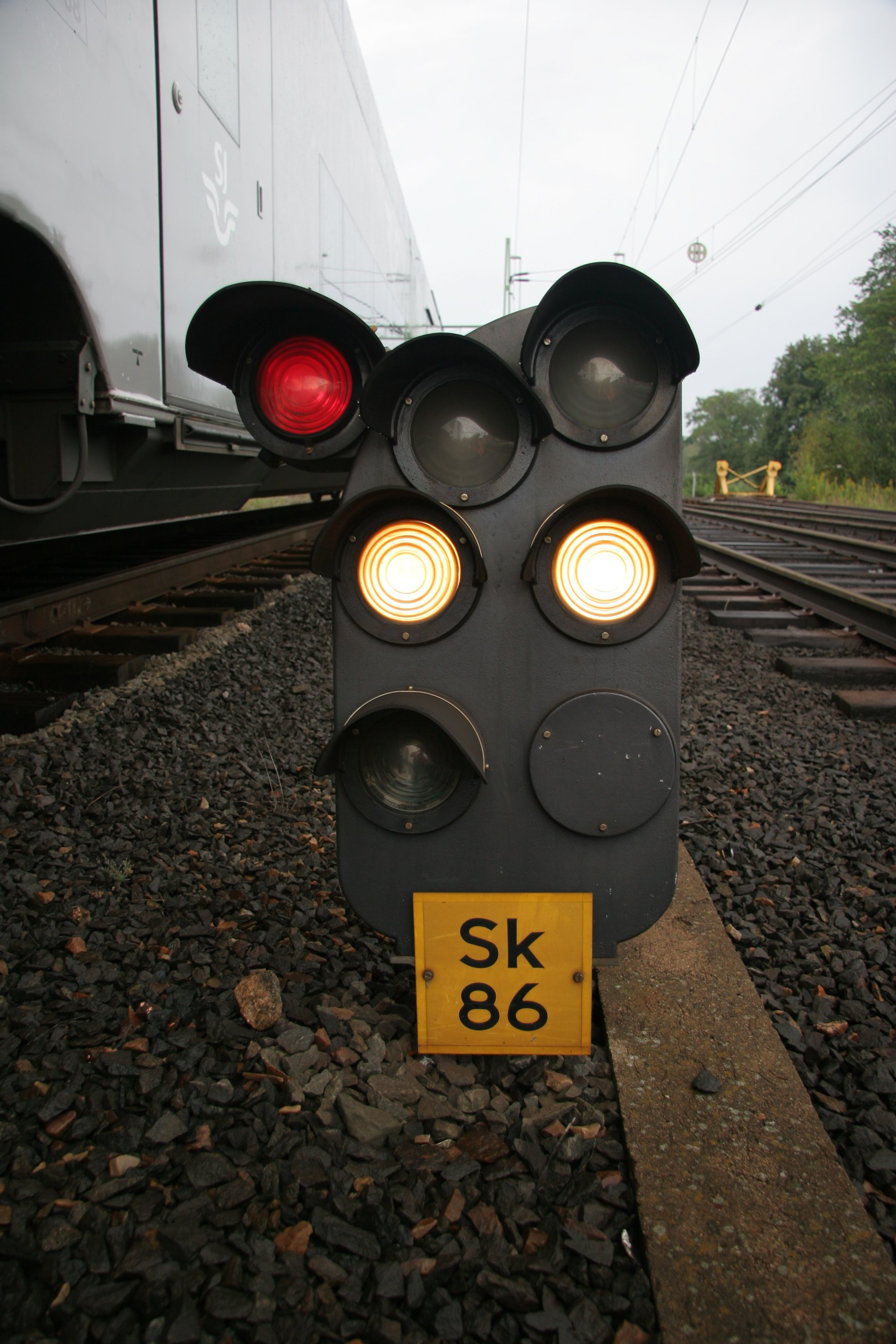
Huvuddvärgsignal i Skövde

Huvudsignal är en fysisk signalinrättning utmed en järnväg, som visar optiska signalbesked till tågens lokförare, exempelvis "stopp" och "kör". I Sverige finns tre typer: huvudljussignaler, huvuddvärgsignaler samt semaforer.
På driftplatser, tidigare benämnt stationer, finns alltid en infartssignal (från varje riktning). Ofta finns även utfartssignaler och ibland även mellansignaler. Dessa styrs alltid av ett ställverk, som kan vara fjärrstyrt.
På linjen förekommer blocksignaler och linjeplatssignaler.
Förutom huvudsignaler finns många andra signalinrättningar på en järnväg. Exempel på sådana är vägkorsningssignaler, dvärgsignaler och stopplyktor.

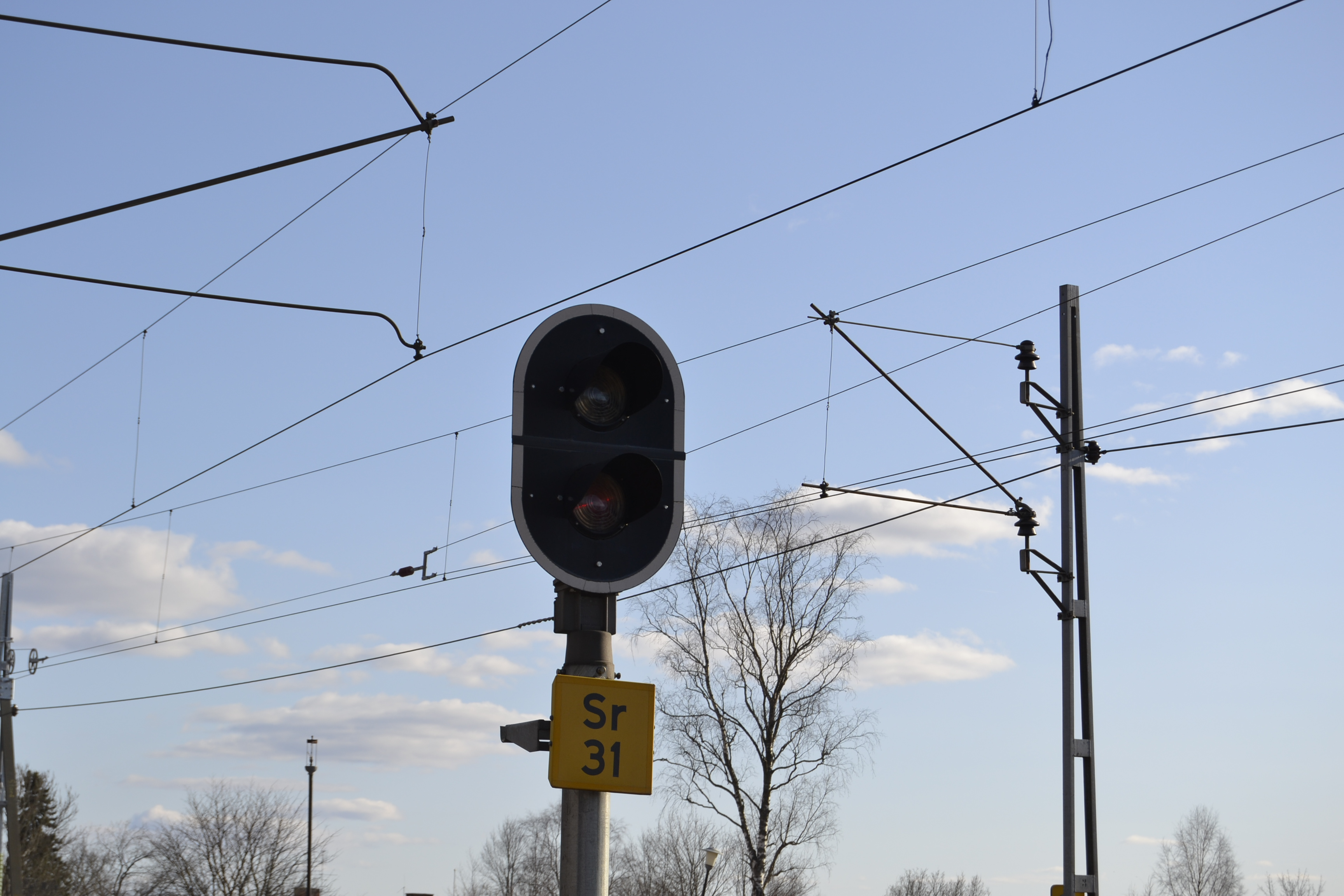
Huvudljussignal visar rött strax innan Storå station.